# 新田貞時
新田 貞時（にった さだとき）は、江戸時代後期の高家旗本。由良家12代当主で、明治維新以前は由良 貞時（ゆら さだとき）と名乗っていた。

## 生涯
文政3年（1820年）、播磨国赤穂藩9代藩主・森忠敬の三男として赤穂藩江戸藩邸にて誕生。同年4月10日、森三郎可時と名乗る。
天保15年（1844年）3月15日、由良貞靖の養子となる。同年8月15日、12代将軍・徳川家慶に御目見し、表高家に就任する。嘉永6年（1853年）1月27日、部屋住ながら高家見習を命じられ、御切米500俵下される。同年2月5日、従五位下・侍従、信濃守に叙任する。同年10月2日、高家職に就任し、役料1000俵を賜る。
元治元年（1864年）7月29日、養父・貞靖の隠居により家督を相続する。慶応4年（1868年）春、貞靖と共に新田姓に復し、官軍に随従する。同年7月、家臣だけでなく新田氏旧領上野国の臣下筋諸家も率いて上京する。明治2年（1869年）、新政府の中大夫となり家禄75石となった。明治4年（1871年）、他の旧高家衆、旧交代寄合の一部と共に士族となる。
明治維新後、新政府に対して自らが新田義貞の嫡流であることを強く主張し、同じ高家衆で由良家分家の横瀬氏（横瀬は由良の旧姓）当主・横瀬貞篤と共に新田氏の顕彰に努めた。明治3年（1870年）3月27日、明治政府に対し先祖とする新田義貞に対する神号の付与を願う。岩松家も新政府に新田氏嫡流と主張しており、由良・岩松両家の争いとなった。この一連の動きにより、新田義貞を祀る群馬県新田郡の旧金山城址鎮座の新田神社および義貞最期の地・福井市の藤島神社の建立という結果をもたらしている。
明治6年（1873年）3月9日、死去。享年54。葬儀は神葬祭で執り行われ、「源阿曾美新田貞時命」、また「新田従五位源朝臣貞時大人命」と諡号された。
跡は嫡男・貞善が継いだ。

## 系譜
- 父：森忠敬（1794-1824）
- 母：東 - 酒井忠実娘
- 養父：新田貞靖（1785-1869）
- 正室：新田貞靖娘
- 生母不明の子女
  - 長男：新田貞善（1853-1877）
  - 次男：新田貞觀（1853-1881）